# Rouvres-sous-Meilly
Rouvres-sous-Meilly ist eine französische Gemeinde mit 85 Einwohnern (Stand: 1. Januar 2022) im Département Côte-d’Or in der Region Bourgogne-Franche-Comté. Sie gehört zum Arrondissement Beaune und zum Kanton Arnay-le-Duc. 
Durch das Siedlungsgebiet verläuft die Grenze zur westlichen Nachbargemeinde Meilly-sur-Rouvres. Rouvres-sous-Meilly grenzt außerdem im Norden an Maconge, im Osten an Vandenesse-en-Auxois, im Südosten an Sainte-Sabine und im Süden an Chazilly.
Rouvres-sous-Meilly bildet ein gemeinsames Dorf mit Meilly-sur-Rouvres. Beide Gemeinden nutzen Kirche, Schule und Dorfgemeinschaftssaal gemeinsam.

## Bevölkerungsentwicklung
| Jahr                       | 1962 | 1268 | 1975 | 1982 | 1990 | 1999 | 2008 | 2015 |
| -------------------------- | ---- | ---- | ---- | ---- | ---- | ---- | ---- | ---- |
| Einwohner                  | 129  | 119  | 114  | 104  | 93   | 104  | 101  | 93   |
| Quellen: Cassini und INSEE |      |      |      |      |      |      |      |      |

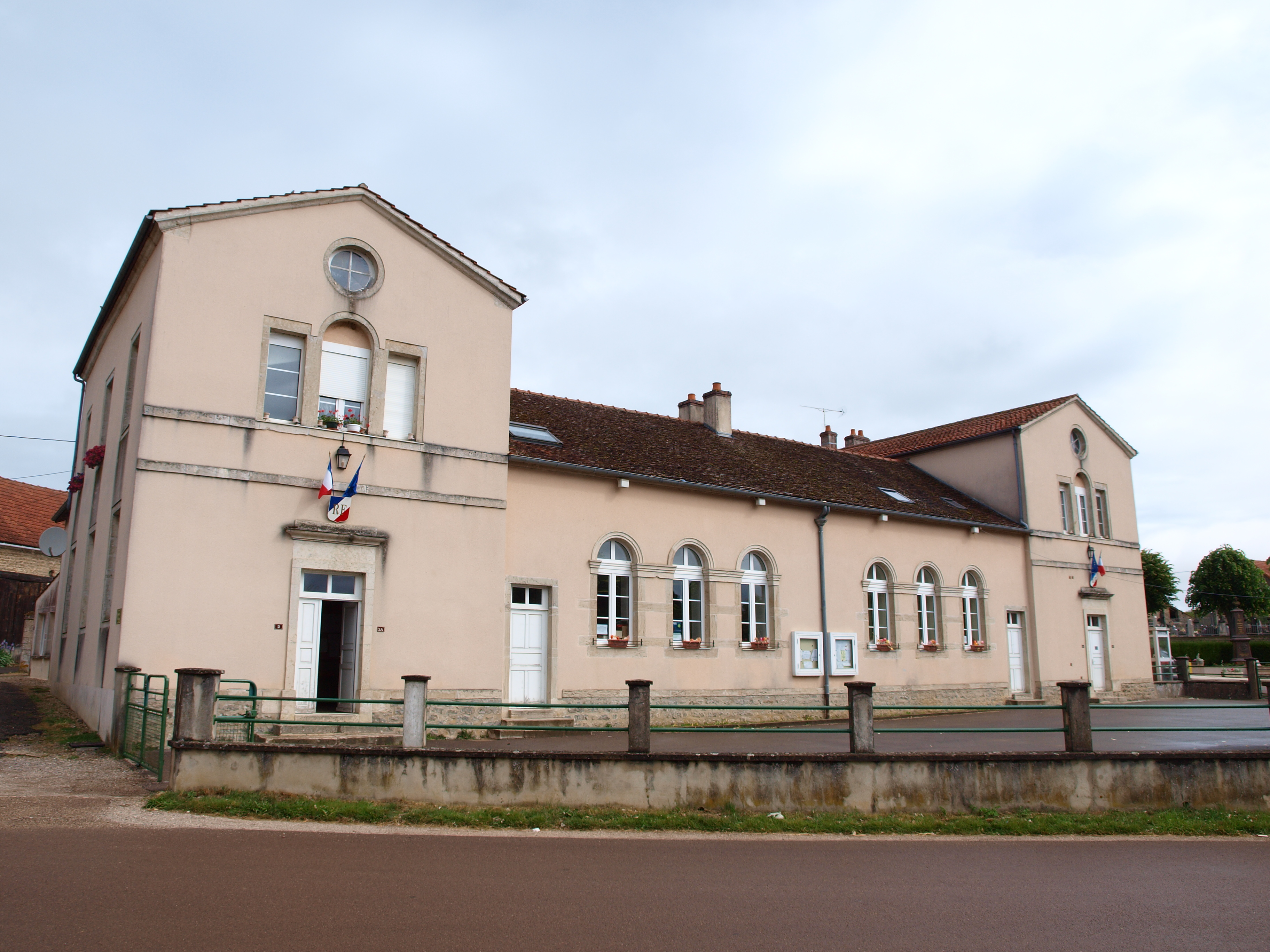
Gemeinsames Schul- und Gemeindeverwaltungsgebäude von Rouvres-sous-Meilly und Meilly-sur-Rouvres
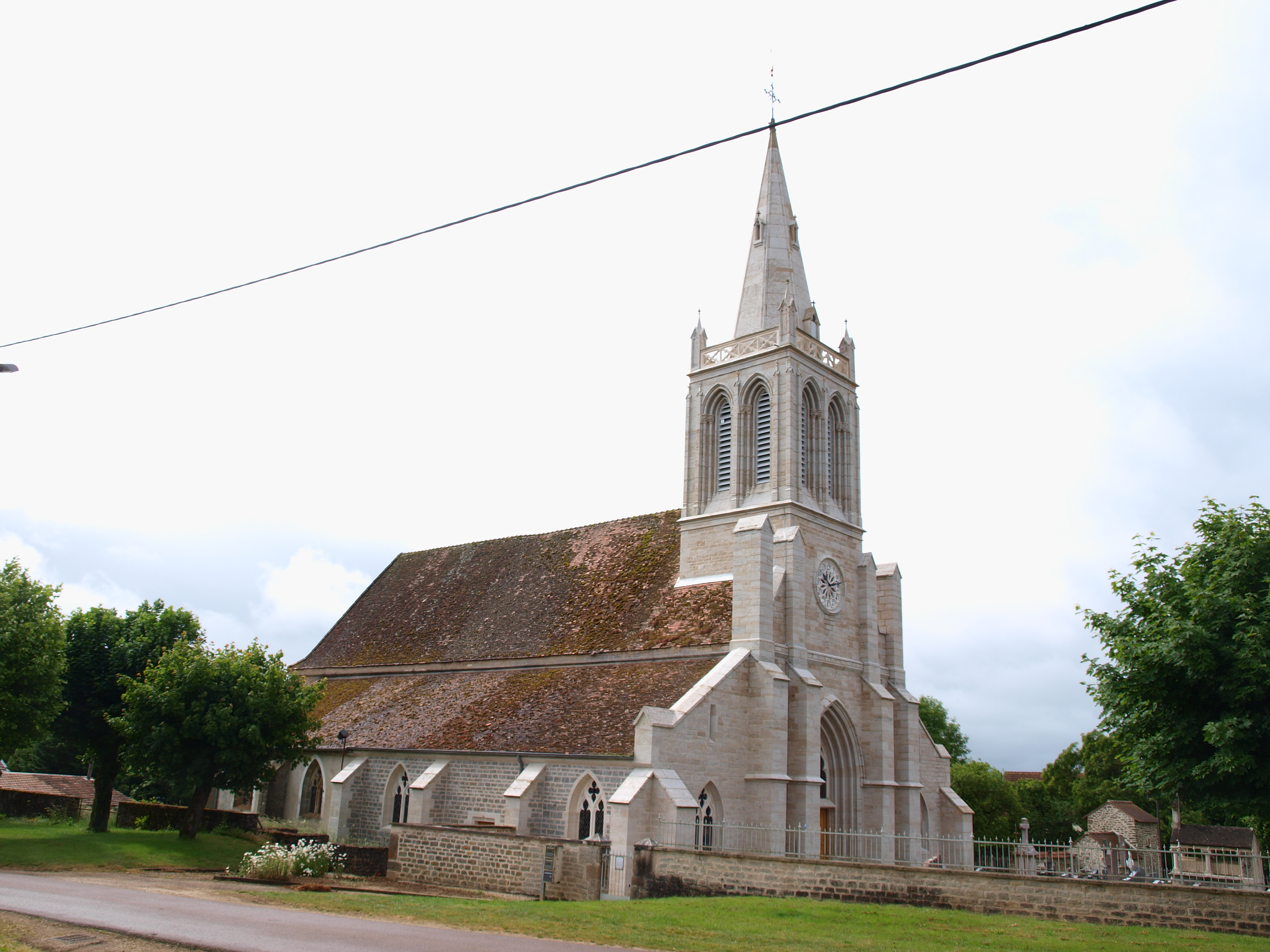
Kirche St. Anianus
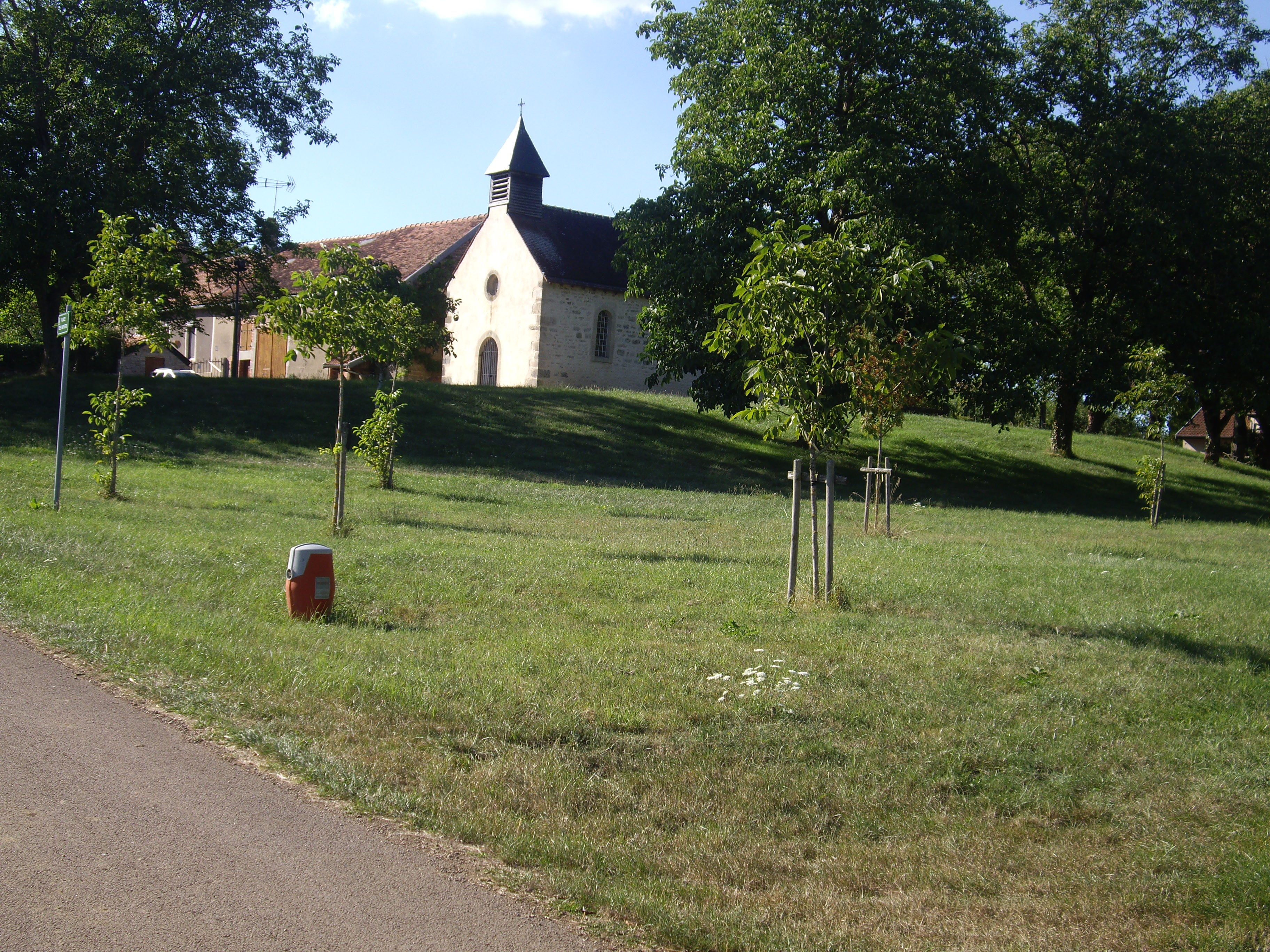
Kapelle
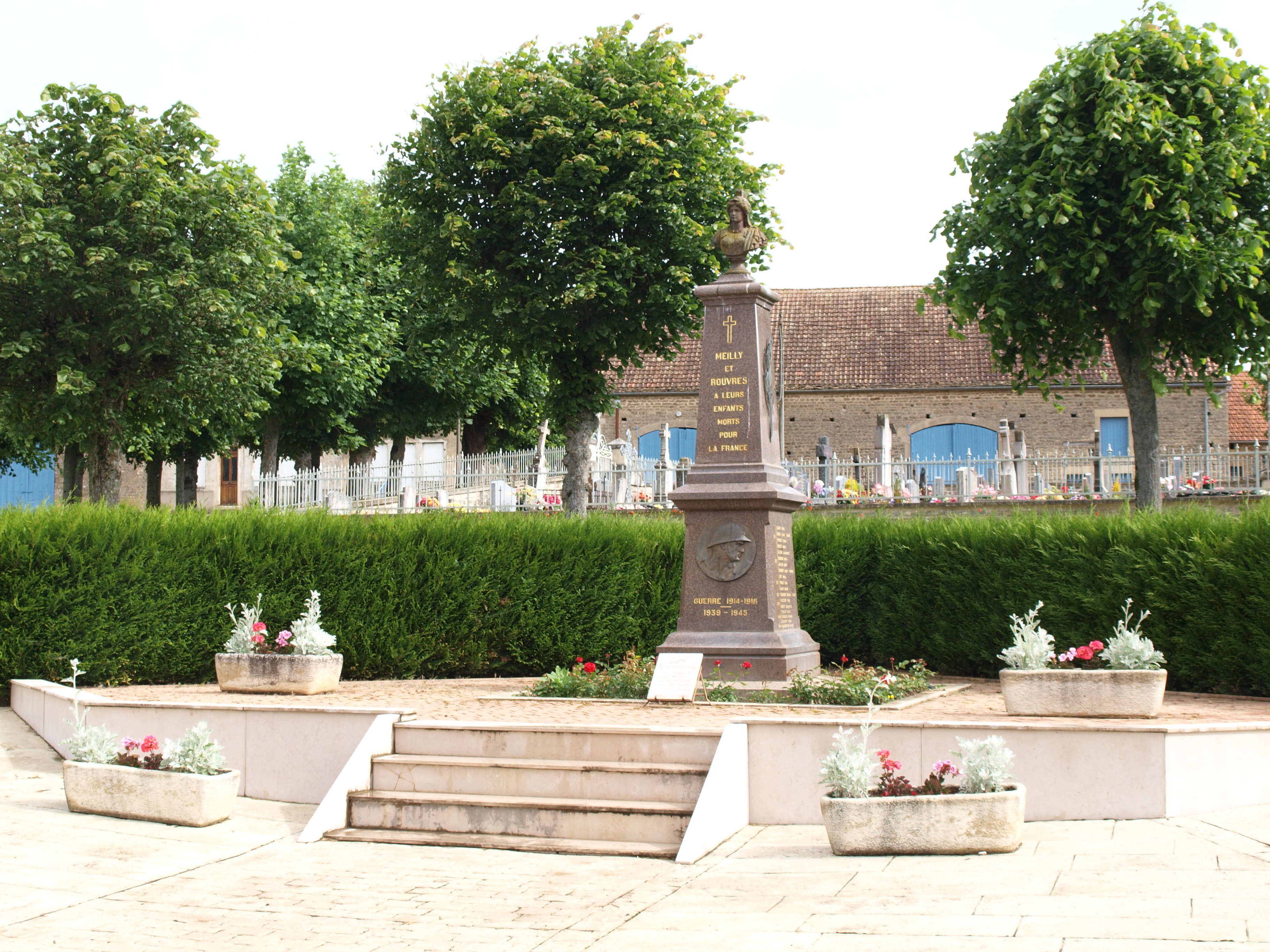
Gefallenendenkmal bei der Kirche